# St. Valentin (Ecklingerode)

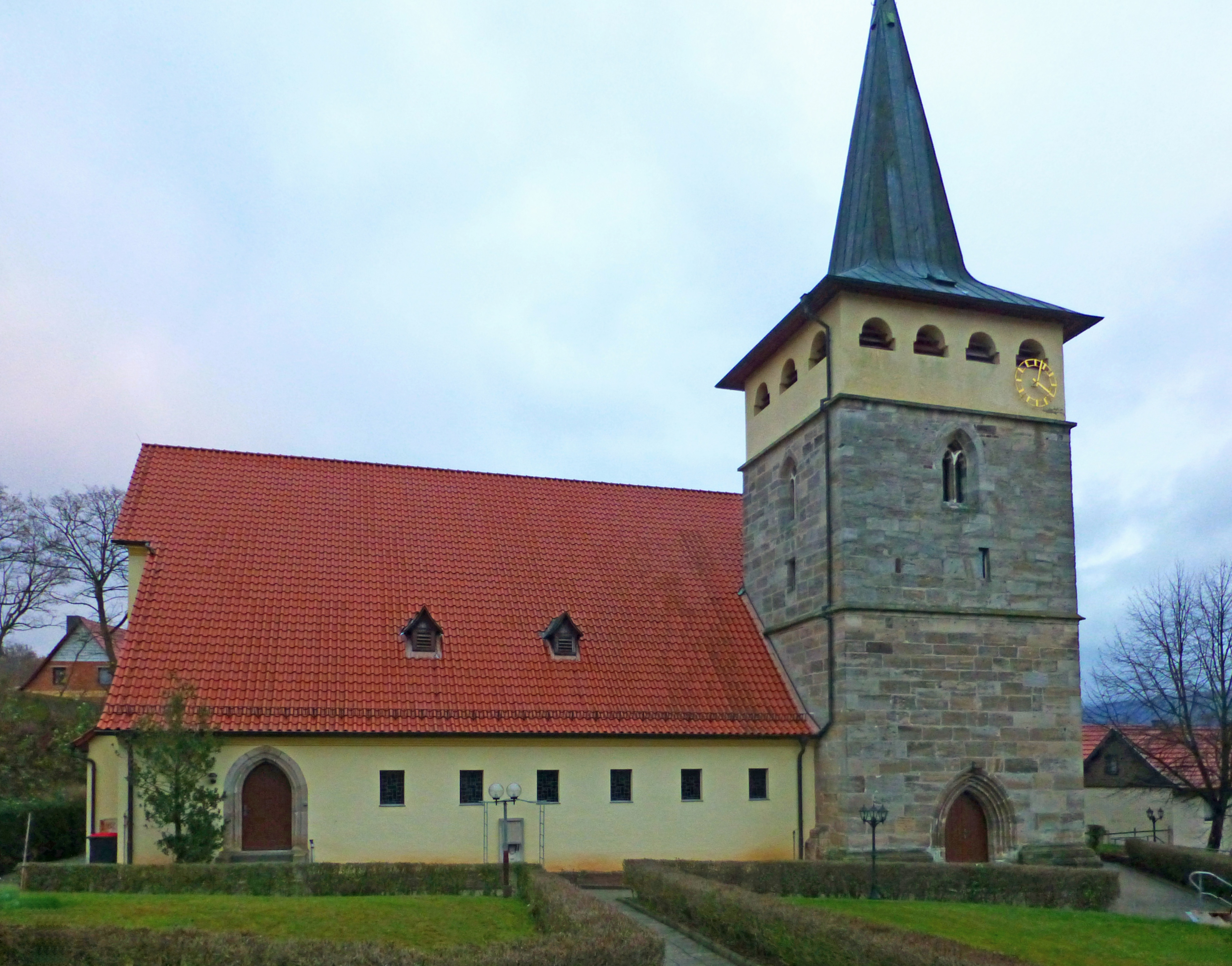
St. Valentin

Die römisch-katholische Filialkirche St. Valentin steht in Ecklingerode im thüringischen Landkreis Eichsfeld. Sie ist Filialkirche der Pfarrei St. Michael Weißenborn-Lüderode im Dekanat Leinefelde-Worbis des Bistums Erfurt. Sie trägt das Patrozinium des heiligen Valentin von Terni.

## Lage
Die Kirche befindet sich in der Pfarrgasse in Ecklingerode.

## Geschichte
Der Vorgängerbau stammt aus dem 15. Jahrhundert. 1679 und 1720 wurde er verändert, 1825 entstanden Anbauten. Das Kirchenschiff und der Kirchturm wurden von 1930 bis 1932 umgebaut. Am 13. August 1938 wurde die Kirche durch Johann Baptist Dietz neu geweiht. Von 1998 bis 2000 wurde die Kirche von außen saniert, 2003 wurde der Innenraum erneuert.

## Architektur
Von der jetzt genordeten Kirche blieben der polygonale Chor im Osten, der aus Werksteinen errichtete Turm und die Portale im Westen vom gotischen Vorgängerbau erhalten. Beim Umbau von 1930 bis 1932 wurde zwischen Turm und gotischem Chor ein neues, im Innern mit einer Holzbalkendecke versehenes Kirchenschiff errichtet, das mit einem hohen Satteldach bedeckt ist. westlich mit dem Hauptschiff verbunden liegt ein niedriges tonnengewölbtes Seitenschiff, so ist der Raum eine asymmetrische Pseudobasilika. 
Der Turm erhielt ein zweites Obergeschoss mit Umgang und einen neuen spitzen Helm. Er ist durch schmale Gesimse gegliedert und hat Maßwerk- und Rundbogenfenster. Die Glocken wurden von Heinrich Humpert und Petit & Gebr. Edelbrock hergestellt. Das Erdgeschoss des Turms und der neue Chor im Norden sind im Innern flachgedeckt. Der ehemalige Chor im Osten hat ein Kreuzrippengewölbe mit tiefen Kappen. An den Schlusssteinen befinden sich ein Marienbildnis und eine Abbildung des heiligen Valentin aus Stuck.

## Ausstattung
Im alten Altarraum steht der 1965/67 restaurierte Hochaltar aus der Mitte des 18. Jahrhunderts mit einem Kruzifix zwischen den Statuen von Valentin und Bonifatius und Engeln mit Leidenswerkzeugen.
Der Nebenaltar hat ein Ölbild auf Leinwand des heiligen Valentin. Ferner ist eine hölzerne Statue des heiligen Valentin aus dem 17. Jahrhundert vorhanden. Auf der Empore befindet sich das Kirchengestühl mit Wangen aus der Zeit des Rokoko. Die Fresken der Kreuzwegstationen hat 1931 Wilhelm Geißler geschaffen.
Die Orgel mit 16 Registern, verteilt auf 2 Manuale und Pedal, wurde 1879 von Louis Krell gebaut. Sie wurde 1997 von der Orgelbauwerkstatt Waltershausen restauriert.